# Natação no Campeonato Europeu de Esportes Aquáticos de 2014 - 1500 m livre feminino
A prova dos 1500 metros livre feminino da natação no Campeonato Europeu de Esportes Aquáticos de 2014 ocorreu entre os dias 22 e 23 de agosto em Berlim, na Alemanha. 

## Calendário
| Fase          | Data         | Hora  |
| ------------- | ------------ | ----- |
| Eliminatórias | 22 de agosto | 11:06 |
| Final         | 23 de agosto | 16:02 |

Todos os horários estão no horário local (UTC+1)

## Recordes
Antes desta competição, os recordes eram os seguintes:
| Recorde mundial       | Katie Ledecky    | 15:34.23 | Shenandoah | 19 de junho de 2014 |
| Recorde europeu       | Lotte Friis      | 15:38.88 | Barcelona  | 30 de julho de 2013 |
| Recorde do campeonato | Flavia Rigamonti | 15:58.54 | Eindhoven  | 23 de março de 2008 |

Os seguintes novos recordes foram estabelecidos durante esta competição. 
| Data         | Prova | Nadadora        | Nacionalidade | Tempo    | Recordes              |
| ------------ | ----- | --------------- | ------------- | -------- | --------------------- |
| 23 de agosto | Final | Mireia Belmonte | Espanha       | 15:57.29 | Recorde do campeonato |

## Medalhistas
| Ouro                  | Prata                | Bronze                    |
| Mireia Belmonte (ESP) | Boglárka Kapás (HUN) | Martina Caramignoli (ITA) |

## Resultados

### Eliminatórias
Esses foram os resultados das eliminatórias. 
| Pos. | Bateria | Raia | Nadadora              | Nacionalidade | Tempo    | Notas |
| ---- | ------- | ---- | --------------------- | ------------- | -------- | ----- |
| 1    | 2       | 4    | Mireia Belmonte       | Espanha       | 16:11.22 | Q     |
| 2    | 3       | 2    | Aurora Ponsele        | Itália        | 16:14.46 | Q     |
| 3    | 3       | 5    | Boglárka Kapás        | Hungria       | 16:17.23 | Q     |
| 4    | 2       | 2    | Tjasa Oder            | Eslovênia     | 16:18.81 | Q     |
| 5    | 3       | 3    | Martina Caramignoli   | Itália        | 16:19.68 | Q     |
| 6    | 3       | 7    | Julia Hassler         | Liechtenstein | 16:21.06 | Q     |
| 7    | 2       | 5    | María Vilas           | Espanha       | 16:22.48 | Q     |
| 8    | 3       | 6    | Isabelle Härle        | Alemanha      | 16:25.05 | Q     |
| 9    | 2       | 8    | Sharon van Rouwendaal | Países Baixos | 16:26.53 |       |
| 10   | 2       | 6    | Sarah Köhler          | Alemanha      | 16:31.84 |       |
| 11   | 3       | 8    | Gaja Natlacen         | Eslovênia     | 16:37.41 |       |
| 12   | 2       | 3    | Leonie Antonia Beck   | Alemanha      | 16:37.84 |       |
| 13   | 3       | 0    | Coralie Codevelle     | França        | 16:39.78 |       |
| 14   | 3       | 1    | Marianna Lymperta     | Grécia        | 16:41.11 |       |
| 15   | 2       | 1    | Kalliopi Araouzou     | Grécia        | 16:44.87 |       |
| 16   | 2       | 0    | Aurelie Muller        | França        | 16:45.50 |       |
| 17   | 2       | 9    | Spele Perse           | Eslovênia     | 16:45.67 |       |
| 18   | 3       | 9    | Julie Berthier        | França        | 16:57.82 |       |
| 19   | 1       | 5    | Martina Elhenická     | Chéquia       | 17:06.29 |       |
| 20   | 2       | 7    | Morgone Rothon        | França        | 17:11.50 |       |
| 21   | 1       | 4    | Andrea Basaraba       | Sérvia        | 17:20.73 |       |
| 22   | 1       | 3    | Maj Howardson         | Dinamarca     | 17:21.16 |       |
| 23   | 1       | 6    | Alena Benešová        | Chéquia       | 17:28.34 |       |
| 24   | 1       | 2    | Barbora Picková       | Chéquia       | 17:30.36 |       |
| 25   | 1       | 7    | Anna-Marie Benešová   | Chéquia       | 18:15.11 |       |
| —    | 3       | 4    | Lotte Friis           | Dinamarca     |          | DNS   |

### Final
Esse foi o resultado da final. 
| Pos.              | Raia | Nadadora            | Nacionalidade | Tempo    | Notas                 |
| ----------------- | ---- | ------------------- | ------------- | -------- | --------------------- |
| Medalha de ouro   | 4    | Mireia Belmonte     | Espanha       | 15:57.29 | Recorde do campeonato |
| Medalha de prata  | 3    | Boglárka Kapás      | Hungria       | 16:03.04 |                       |
| Medalha de bronze | 2    | Martina Caramignoli | Itália        | 16:05.98 |                       |
| 4                 | 6    | Tjasa Oder          | Eslovênia     | 16:11.17 |                       |
| 5                 | 5    | Aurora Ponsele      | Itália        | 16:13.20 |                       |
| 6                 | 8    | Isabelle Härle      | Alemanha      | 16:17.55 |                       |
| 7                 | 1    | María Vilas         | Espanha       | 16:22.48 |                       |
| 8                 | 7    | Julia Hassler       | Liechtenstein | 16:26.37 |                       |

Legenda
| Recorde mundial       | Recorde mundial (World record)               |                       | Recorde africano                      | Recorde africano (African) |                                           | Q | Classificado por posição (Qualified) |
| Recorde do campeonato | Recorde do campeonato (Championship record)  | Recorde da América    | Recorde da América (Americas)         | q                          | Classificado por melhor tempo (Qualified) |   |                                      |
| Melhor marca do ano   | Melhor marca do ano (World leading)          | Recorde asiático      | Recorde asiático (Asian)              | DNS                        | Não largou (Did not start)                |   |                                      |
| Recorde nacional      | Recorde nacional (National record)           | Recorde europeu       | Recorde europeu (European)            | DNF                        | Não terminou (Did not finish)             |   |                                      |
| Recorde pessoal       | Recorde pessoal do atleta (Personal best)    | Recorde da Oceania    | Recorde da Oceania (Oceania)          | DSQ / DQ                   | Desclassificado (Disqualified)            |   |                                      |
| Recorde da temporada  | Recorde da temporada do atleta (Season best) | Recorde sul-americano | Recorde sul-americano (South America) | NM                         | Sem marca (No mark)                       |   |                                      |